# Athamanta
Athamanta es un género de plantas herbáceas que pertenece a la familia  Apiaceae, son endémicas del Sur de Europa y del Norte de África. 
Comprende 110 especies descritas y de estas, solo 11 aceptadas.

## Descripción
Son hierbas anuales, bienales o perennes, y también sufrútices. Tallos erectos, estriados –al menos en la base–, sólidos, ramificados, glabros o escábridos. Hojas 1-4 pinnatisectas, pecioladas, con vaina desarrollada; las caulinares alternas. Umbelas generalmente compuestas, con numerosos radios, de iguales a marcadamente desiguales, con brácteas y bractéolas. Cáliz con dientes –rudimentarios en algunas especies–. Pétalos amarillos o blancos –en ocasiones con tintes rosáceos–, con la mitad apical incurvada, homogéneos. Estilopodio cónico a veces ± deprimido; estilos reflejos o erectos en la fructificación, de más cortos a mucho más largos que el estilopodio. Frutos de lineares a ovoides, comprimidos la teralmente; mericarpos de sección ± pentagonal, con las costillas no aladas –en ocasiones con las costillas primarias muy poco prominentes–, glabros, escábridos o pelosos; vitas 1 en cada valécula y 2 en la cara comisural. Semillas con endosperma plano en la cara comisural.

## Taxonomía
El género fue descrito por Carlos Linneo y publicado en Species Plantarum 1: 244. 1753. La especie tipo es: Athamanta cretensis L.		 	

## Especies
A continuación se brinda un listado de las especies del género Athamanta aceptadas hasta septiembre de 2012, ordenadas alfabéticamente. Para cada una se indica el nombre binomial seguido del autor, abreviado según las convenciones y usos, y el nombre común en su caso.
- Athamanta aurea (Vis.) Neilr.
- Athamanta cervariifolia DC.
- Athamanta cortiana Ferrarini
- Athamanta cretensis L. - Dauco crético[4]
- Athamanta della-cellae Asch. & Barneby ex E.A.Durand & Barratte
- Athamanta densa Boiss. & Orph.
- Athamanta macedonica (L.) Spreng. - Perejil de Macedonia[4]
- Athamanta montana (Webb ex Christ) Spalik & Wojew. & S.R.Downie
- Athamanta sicula L.
- Athamanta turbith (L.) Brot.
- Athamanta vayredana (Font Quer) C.Pardo